# Trockene Mülmisch
Die Trockene Mülmisch ist ein 5,9 km langer, nordöstlicher und rechter Zufluss der Fulda im Schwalm-Eder-Kreis, Hessen (Deutschland).

## Verlauf und Einzugsgebiet
Die Trockene Mülmisch entspringt in der Söhre etwas außerhalb des Geo-Naturparks Frau-Holle-Land (Werratal.Meißner.Kaufunger Wald). Ihre Quelle liegt 1,7 km südwestlich vom Gipfel des im benachbarten Landkreis Kassel befindlichen Stellbergs (ca. 495 m ü. NHN) und etwa 600 m südlich des auf der Grenze dieses Landkreises zum Schwalm-Eder-Kreis gelegenen Stellbergsees (ca. 356 m). Im Wald befindet sie sich etwa 300 m südlich der Landesstraße 3460, die Wollrode im Westen mit Wattenbach im Osten verbindet, auf rund 350 m Höhe.
Anfangs fließt die Trockene Mülmisch, die überwiegend südwestwärts verläuft, durch ein abseitiges Waldtal der Söhre. Beim Verlassen des Waldes unterquert der Bach die Schnellfahrstrecke Hannover–Würzburg, die auf der 320 m langen Trockene-Mülmisch-Talbrücke über das Tal des Fließgewässers führt. Kurz darauf erreicht sie den Kernort der Gemeinde Körle, in dem sie die Bundesstraße 83 und danach – beim Verlassen der Ortschaft – die Bahnstrecke Bebra–Baunatal-Guntershausen und zudem die L 3221 unterquert.
Kurz darauf mündet die Trockene Mülmisch auf rund 155,5 m Höhe in den dort von Südosten kommenden, westlichen Weser-Quellfluss Fulda, in die oberhalb von Körle als südöstlicher Nachbarbach der Trockenen Mülmisch die Mülmisch einfließt; zwischen beiden mündet der durch Körle fließende Hainsgraben in die Fulda.
Das Einzugsgebiet der Trockenen Mülmisch ist 7,901 km² groß.